# Стадион Марифилд
Стадион Марифилд, који се налази у Единбургу,`је рагби стадион, на коме игра рагби репрезентација Шкотске и Единбург рагби. Овај стадион је у власништву Рагби савеза Шкотске. На Марифилду су одиграна 2 финала лиге шампиона, а игране су и важне утакмице рагбија 13. Рекордна посећеност је забележена 1975, када је на утакмици Шкотска-Велс било 104 000 гледалаца у купу пет нација. Стадион има капацитет од 67 144 места, столице су плаве боје, а трибине имају 2 нивоа.